# شورتنگ
شورتنگ، روستایی از توابع بخش مرکزی شهرستان ایذه در استان خوزستان ایران است.
از جاذبه‌های طبیعی و گردشگری روستا می‌توان به: باغ‌های انار وانگور امامزاده سید محمود، رودخانه زیبای شورتنگ، شالیزارهای روستا و تپه‌ها و کوههای سرسبز روستا اشاره کرد.
روستای شورتنگ به سه بخش بویری ها، چهارلنگ ها و آب تلخ ها تقسیم میشود.

## جمعیت
این روستا در دهستان هلایجان قرار دارد و براساس سرشماری مرکز آمار ایران در سال ۱۳۸۵، جمعیت آن ۱۰۳ نفر (۱۹خانوار) بوده‌است.
با توجه به بازگشت ساکنین قبلی به روستا در سال ۱۴۰۰ در آمار غیر رسمی تعداد خانوار به ۳۶ خانوار افزایش پیدا کرده است.